# Pierre-Antoine Lebrun
Pierre-Antoine Lebrun, född den 29 november 1785 i Paris, död där den 27 maj 1873, var en fransk skald.
Lebrun fick av Napoleon I en pension på 1 200 francs för Ode à la grande armée (1805, samtidigt med slaget vid Austerlitz) och belönades för Ode sur la campagne de 1807 med en sinekur som uppbördsman i Le Havre. Båda dessa förmåner fråntogs honom dock, sedan han 1821 alltför entusiastiskt prisat Napoleons minne i Poème lyrique sur la mort de Napoleon. Efter julirevolutionen (1830) blev Lebrun direktör vid kungliga tryckeriet och 1839 medlem av pärskammaren. Under andra kejsardömet utnämndes han till senator (1853). Lebrun var en älskvärd natur med verkliga skaldegåvor. Hans poesi utgör en förmedlingslänk mellan första kejsardömets och nyromantikens litterära skeden. Hans med stor framgång uppförda drama Marie Stuart (1820) är en välgjord omformning av det Schillerska. Ett stort poem, Voyage de Grèce (1828), förskaffade honom en plats i Franska akademien. Hans Oeuvres utgavs 1844-1863 (ny upplaga 1864).